# Eastern Front
Eastern Front (1941) est un jeu vidéo de type wargame développé par Chris Crawford et publié par Atari Program Exchange en 1981 sur Atari 8-bit. Le jeu simule l’opération Barbarossa d’invasion de la Russie par les Allemands. À sa sortie, le jeu est salué par la presse spécialisée et se voit notamment décerné le titre de meilleur jeu de l’année par la Game Manufacturers Association en 1981. Avec Modèle:Unité:60000 exemplaires vendus, il est l’un des plus gros succès d’APX.

## Système de jeu
Eastern Front est un wargame qui simule l’opération Barbarossa, lors de laquelle l’Allemagne tente d’envahir l’Union Soviétique en 1941, pendant la Seconde Guerre mondiale. Le joueur commande la Wehrmacht et affronte l’Armée rouge, contrôlée par l’ordinateur. Le camp allemand bénéficie au départ d’une certaine concentration de ses forces, de lignes d’approvisionnement courtes et d’une mobilité supérieure. De son côté, l’Armée rouge est en supériorité numérique, contrôle un vaste territoire et est avantagé par l’arrivée de l’hiver. L’objectif du joueur est de faire progresser autant que possible l’armée allemande vers l’Est, puis de garder le contrôle des territoires conquis. Il gagne de plus des points supplémentaires en capturant certaines villes contrôlées par les soviétiques. Le score de chaque camp est calculé à chaque tour.
Le jeu se déroule au tour par tour. Chaque tour représente une durée d’une semaine et est divisée en 32 périodes lors desquelles les unités peuvent se déplacer et combattre. Il prend place sur une carte, représentant la totalité du front de l’Est de la Seconde Guerre mondiale, dont seule une portion est affichée à l’écran. La carte est composée de différents types de terrain, dont des rivières, des forêts, des montages et des villes, qui impact les déplacements et les combats des unités qui s’y trouvent. Par l’intermédiaire d’un joystick, le joueur déplace un curseur sur cette carte suivant les quatre directions. Lorsque celui-ci atteint le bord de l’écran, la carte se décale dans la direction du curseur. Avec ce curseur, le joueur peut également sélectionner ses unités puis indiquer, toujours avec le joystick, où elles doivent se rendre ou qui elles doivent attaquer. Le joueur n’utilise le clavier que pour lancer la partie, accéder aux options et faire exécuter les ordres, avec la touche espace, après les avoir donnés. 

## Développement
Chris Crawford commence à travailler sur Eastern Front en 1979, qu’il baptise à l’époque Ourrah Pobieda, un cri de guerre russe signifiant Hooray for the Motherland. Le jeu conserve ce titre jusqu’aux derniers moments du développement, lorsqu’il se laisse convaincre qu’un titre plus simple permettrait au jeu de mieux se vendre. Ourrah Pobieda est initialement conçu comme une simulation des combats sur le front de l’Est, à l’échelle de la division et se concentrant sur les aspects opérationnel de la  guerre. Son objectif est à l’époque de résoudre les problématiques posées par une simulation à cette échelle, et il se concentre donc sur les fonctionnalités liées à la logistique, aux déplacements et aux modes d’opérations. Initialement, le joueur peut ainsi attribuer un mode d’opération (mouvement, assaut, reconnaissance…) à chaque unité, mode qui influe sur les capacités de mouvement, d’attaque et de défense de l’unité. Il programme la première version du jeu en Basic sur un Commodore PET en mai et juin 1979. Lorsqu’il parvient finalement à faire fonctionner le programme, il réalise que malgré de bonnes idées, le jeu souffre de très nombreux défaut et qu’il se révèle morne, confus et lent. Il abandonne alors le projet et commence à concevoir un nouveau jeu.
Quinze mois plus tard, il rejoint la société Atari et commence à travailler sur l'Atari VCS, puis sur l’Atari 8-bit. En septembre 1980, il découvre un programme créé Ed Rothberg, qui travaille comme lui pour Atari, capable de faire défiler une fenêtre de texte à l’écran. 
Conscient de son potentiel, il montre la démo  à de nombreux concepteurs de wargame pour leur montrer les possibles implications d’un tel système dans leur domaine, mais personne ne semble vraiment intéressé par son idée. Quelques semaines plus tard, il commence donc à étudier les possibilités qu’offre l’Atari en matière de défilement et, à partir du programme d’Ed Rothberg, il écrit une nouvelle routine plus adapté à son projet, baptisée SCRL19.ASM. Il termine celle-ci mi-novembre, en même temps qu’un autre wargame, et commence donc à réfléchir à un nouveau jeu, qu’il souhaite être gigantesque et avec de beau graphismes. Il décide alors que le thème du front de l’Est serait le cadre idéal pour un tel jeu et il commence à modifier son module SCRL19.ASM pour en tirer une carte de Russie qu'il peut faire défiler, qu’il termine le 10 décembre. Pendant le reste du mois de décembre, il continue de réfléchir à son projet qui prend véritablement forme en janvier 1981 lorsqu’il met sur papier une première description du jeu qu’il souhaite réaliser.
Il commence alors à véritablement travailler sur le jeu, auquel il consacre une vingtaine d’heures par semaine, à commencer par la routine de sa carte, qu’il réécrit entièrement et qu’il termine début février. Il travaille ensuite sur une routine d’affichage des unités, qui lui permet de représenter celles-ci sur la carte, mais sans pouvoir les déplacer. Fin février, il s’attaque ensuite à la programmation d’une routine de saisie, devant permettre au joueur de commander ses unités, et fait face à la première véritable difficulté du développement. Il a en effet décidé que le jeu se jouerait uniquement au joystick mais ne parvient pas à créer un système permettant d’annuler un ordre avec uniquement celui-ci, et doit donc finalement se rabattre sur la touche espace du clavier pour assurer cette fonction. Il rencontre également un problème pour l’affichage à l’écran des ordres déjà donnés par le joueur. Il doit ainsi abandonner la solution qu’il imagine initialement en faveur d’un affichage de flèches montrant le trajet des unités.
Début mars, il fait un premier bilan du développement et de ce qu’il lui reste à faire. Il en conclut que le jeu ne sera pas terminé avant fin juin, ce qui ne lui convient pas entièrement. Il prévoit en effet de le présenter lors de l'Origins International Game Expo qui se déroule début juillet, ce qui ne lui laisse pas beaucoup de marge de manœuvre. Il décide néanmoins de continuer le développement à son rythme et, la routine de saisie étant terminée, il s’attaque au module principal de son programme.  Il crée d’abord la fonction permettant de calculer les jours et les mois dans le jeu, puis celle permettant aux arbres de changer de couleur en fonction des saisons, ce qui ne lui pose pas de difficultés. Il rencontre en revanche plus de problème pour le rendu des rivières et des marécages gelé en hiver, qui lui demande une semaine de travail et qui alourdit sensiblement son programme. Il écrit ensuite le module permettant de déplacer les unités sur la carte puis, début mars, il commence à travailler sur la routine de résolution des combats. Il s’inspire pour cela de celle qu’il avait programmé pour  Ourrah Pobieda mais il découvre rapidement que son système souffre de nombreux problèmes, notamment dans la gestion de l’attrition et des retraites. Après avoir analysé la situation, il conclut que le problème vient du fait que les combats sont résolus en une seule bataille. Par conséquent, il décide de diviser chaque tour en plusieurs phases et de permettre aux combats de s’étaler sur plusieurs d’entre-elles. Début avril, il commence le développement du dernier des modules clés de son jeu, celui de l’intelligence artificielle. Il commence pour cela par lister tous les facteurs que le camp russe, contrôlé par l’ordinateur, doit pouvoir prendre en compte. Il en tire un logigramme détaillant le séquençage de ces considérations.
Mi-mai, après six mois de développement, il termine la routine d’intelligence artificielle et test véritablement le jeu pour la première fois. Il se rend cependant rapidement compte que le jeu est morne, ennuyeux et trop long, que l’ensemble n’est pas cohérent et que l’ordinateur joue le camp russe de manière stupide. Après réflexion, il identifie les quatre principaux problèmes du jeu : le joueur a trop d’unités à contrôler ; le jeu nécessite trop de temps ; il se focalise trop sur les combats et ne propose pas assez d’opportunités stratégiques intéressantes au camp allemand ; et l’intelligence artificielle est trop limitée. Il se demande alors s’il doit continuer le développement suivant le planning initialement prévu ou s’il doit le reconcevoir, et donc le reporter.  Il choisit finalement la seconde solution et commence par réduire l’étendue du conflit qu’il simule. Il décide ainsi de se concentrer uniquement sur la première année du conflit, 1941, plutôt que sur la totalité de la campagne du front de l’Est, de 1941 à 1945, ce qui fait passer la durée d’une partie de 12 heures à seulement 3 heures. Il transforme ensuite drastiquement le système de jeu en y introduisant la gestion des zones de contrôle, ce qui lui permet de réduire le nombre d’unité impliqué (une unité pouvant contrôler bien plus de territoires que précédemment) et donc d’accélérer les tours de jeu. Ces zones de contrôles facilitent de plus les stratégies d’encerclement, qui demandent moins d’unités, et gomment certains défauts de l’intelligence artificielle, puisque si les russes laissent des brèches dans leurs lignes, celles-ci sont couvertes par les zones de contrôles. Il décide enfin d’inclure la gestion de la logistique dans le jeu, ce qui ouvre de nouvelles possibilités stratégiques pour les deux camps. Outre ces changements du game design, c’est également à cette période qu’il décide que le jeu doit pouvoir fonctionner sur un système 16k plutôt que sur un système 48k comme prévu initialement. Heureusement, par habitude des machines 16k, il a machinalement programmé dans cette optique et la version qu’il termine en mai respecte cette limite.
Pendant les deux premières semaines de juin, il consacre énormément de temps à son jeu afin d’implémenter toutes ces changements et, mi-juin, il termine le programme et le transmet à ses testeurs. Pendant ce temps, il commence à perfectionner le jeu avant de le présenter à l'Origins International Game Expo début juillet. Celui-ci n’est cependant pas encore prêt à être publié et il consacre encore six semaines supplémentaires à le perfectionner, à en corriger les bugs et à prendre en compte certaines remarques des testeurs. Atari ayant refusé de publier le jeu, par manque d’intérêt pour les wargames, Chris Crawford se tourne finalement vers l’Atari Program Exchange. Il délivre ainsi son jeu à Dale Yocum, le directeur d’APX, le 20 août 1981 et, dix jours plus tard, celui-ci est mis en vente.

## Accueil
| Eastern Front |      |       |
| Média         | Nat. | Notes |
| CGW           | US   | 5/5   |

Après sa sortie en août 1981, Eastern Front devient immédiatement un hit avec des critiques extremement positive dans de nombreux magazine dont notamment Byte, Compute!, Computer Gaming World et Creative Computing. Stanley Greenlaw écrit ainsi dans Computer Gaming World qu’Eastern Front est « le wargame le plus impressionnant » jusque-là publié sur ordinateur. En matière de graphismes, il explique en effet que si Atari se contente de vanter l’avancée que représente leurs ordinateurs dans ce domaine, Chris Crawford parvient à le démontrer. Il salue également son système de jeu, qu’il juge « complexe » mais « facile à prendre en main » ce qui, pour un wargame, n’est d’après lui pas une chose aisée. Il fait également l’éloge de l’intelligence artificielle du jeu en expliquant que « Chris Crawford à raison d’en être fière ». Il juge en effet que l’ordinateur joue très bien et met en avant le fait qu’il planifie ses coups pendant que le joueur joue les siens, puis les exécute sans attendre, dès que c’est son tour. Il conclut ainsi que « les possesseurs d’un Atari 8-bit se doivent de posséder le jeu » et que ceux qui envisagent d’acheter un ordinateur personnel seraient inspirés de le tester avant de le faire, car Eastern Front pourrait les convaincre de reconsidérer leur choix. De son côté, le journaliste George Blank du magazine Creative Computing décrit Eastern Front comme « le meilleur wargame sur micro-ordinateur » jamais produit. Il salue tout d’abord la prouesse technique qu’il représente en expliquant qu’avec sa carte à défilement, il propose la première solution satisfaisante à un problème récurrent des wargames sur ordinateur qui, du fait des limitations de ces derniers, avaient jusque-là des difficultés à offrir au joueur une vue de l’ensemble d’un théâtre d’opération impliquant des dizaines d’unités sur une très grande zone. Il juge également que quasiment « tous les aspects du jeu constituent une prouesse technique », en citant notamment ses graphismes en huit couleurs, son interface et intelligence artificielle. Il conclut ainsi en décrivant Eastern Front comme le meilleur wargame disponible sur ordinateur personnel et comme « une formidable démonstration des capacités de l’Atari 8-bit », avant d’ajouter qu’il est indispensable pour tous les amateurs de stratégie et de wargames.
Eastern Front rencontre également un important succès commercial. Avec plus de 40 000 copies vendues, il rapporte en effet pour 40 000 dollars de royalties à Chris Crawford, plus que son salaire annuel, et le propulse sur le devant de la scène de l’industrie vidéoludique. 
En 1982, il publie le code source du jeu, en y incluant des explications détaillé sur son fonctionnement.